# مارک سلبی
مارک سلبی (انگلیسی: Mark Selby؛ زادهٔ ۱۹ ژوئن ۱۹۸۳) اسنوکرباز حرفه‌ای اهل انگلستان است.او یکی از بازیکنان پرافتخار دنیای اسنوکر است و به‌خاطر سبک بازی دفاعی شناخته می‌شود. او تاکنون موفق به کسب ۲۲ عنوان قهرمانی در مسابقات رنکینگی شده است و همچنین با ۴ قهرمانی در مسابقات قهرمانی جهان،۳ عنوان قهرمانی در مسابقات مسترز و ۲ عنوان قهرمانی در مسابقات قهرمانی بریتانیا، دارای ۹ عنوان قهرمانی در مسابقات تاج سه‌گانه است. او تنها اسنوکربازی است که موفق به شکست رونی اُسالیوان افسانه‌ای در فینال مسابقات قهرمانی جهان شده است؛ همچنین بازی او با اُسالیوان در نیمه نهایی مسابقات قهرمانی جهان در سال ۲۰۲۰ که در نهایت به برد و سپس قهرمانی اُسالیوان منجر شد، از بازی های به یاد ماندنی در اسنوکر است. مارک سلبی در مرحله یک هشتم نهایی مسابقات قهرمانی جهان در مقابل یان بینگتاو با نتیجه ۱۳ بر ۱۰ شکست خورد ؛ فریم ۲۲ام این مسابقه ۸۵ دقیقه و ۲۲ ثانیه طول کشید و این فریم را تبدیل به طولانی ترین فریم تاریخ مسابقات قهرمانی جهان اسنوکر در سالن کروسیبل کرد.
سلبی بیش از ۷۵۰ بریک سنچری را در طول دوران حرفه ای خود به ثبت رسانده که ۵ تا از آنها بریک ماکسیمم است. مهم‌تر از همه، او صدمین بریک اسنوکر با امتیاز ۱۴۷ را در مسابقات قهرمانی بریتانیا در سال ۲۰۱۳ در برابر ریکی والدن به ثبت رساند.
در جریان فینال مسابقات قهرمانی جهان سال ۲۰۲۳ و شکست ۱۵-۱۸ مقابل لوکا برسل،مارک سلبی موفق شد در فریم ۱۶ مسابقه، یک بریک ۱۴۷ (ماکزیمم بریک) بزند. بریکی که رکورد جاودانه‌ای برای او به همراه داشت و سلبی را تبدیل به نخستین اسنوکرباز تاریخ کرد که توانسته است در فینال مسابقات قهرمانی جهان، یک ماکزیمم بریک بزند.

### زندگی شخصی
همسر مارک سلبی، ویکی لیتون، همواره او را در سالن مسابقات در طول برگزاری مسابقات مهم، همراهی می‌کند. مارک و همسرش در سال ۲۰۰۶ با هم آشنا شدند و در سال ۲۰۱۰ در ونیز با هم نامزد کردند و در سال ۲۰۱۱ در مکزیک عروسی کردند. این زوج یک فرزند دختر به نام سوفیا دارند که در سال ۲۰۱۴ متولد شد.
مارک سلبی از کودکی طرفدار سرسخت تیم لسترسیتی انگلیس بوده است. اولین قهرمانی او در مسابقات قهرمانی جهان در سال ۲۰۱۴ در روز رژه پیروزی تیم لستر به دلیل صعود به لیگ برتر فوتبال انگلیس به دست آمد؛ ۲ سال بعد، دومین قهرمانی مارک سلبی در مسابقات قهرمانی جهان، تنها ۱۳ دقیقه پس از قهرمانی تاریخی این تیم در لیگ برتر انگلیس به ثبت رسید.